# Tomáš Martiník
Tomáš Martiník (* 1. dubna 1973) je český florbalový trenér a bývalý hráč a reprezentant. Jako hráč i trenér žen je shodně trojnásobný mistr Česka. Jako trenér ženské juniorské reprezentace je vicemistr světa z roku 2022.

## Klubová kariéra
Martiník hrál za 1. SC Ostrava v nejvyšší florbalové soutěži již v její první sezóně v roce 1994, ve které získali bronz. Do dalšího ročníku tým nastoupil pod novým názvem 1. SC Vítkovice, a Martiník již patřil k jeho nejproduktivnějším hráčům. V sezóně 1995/1996 pak zvítězil v kanadském bodování celé soutěže a přispěl tak v prvnímu titulu klubu. Zlato pomohl obhájit i o rok později, kdy vstřelil rozhodující gól v posledním zápase prvního play-off v historii ligy. Třetí titul získal v sezóně 1999/2000. V roce 2003 přestoupil do oddílu 1. SC Ostrava, který se o několik let dříve oddělil od Vítkovického klubu. Ostrava ale v sezóně 2003/2004 sestoupila, klub zanikl a Martiník ukončil vrcholovou hráčskou kariéru.
Ve Vítkovicích působil na přelomu tisíciletí i jako trenér žen, které v sezóně 1999/2000 dovedl k jejich prvnímu titulu. K ženskému A týmu se krátce vrátil v roce 2005 a pak na znovu v roce 2009. V následujících třech ročnících získaly Vítkovické ženy tři bronzové medaile. V sezóně 2012/2013 je pak Martiník dovedl do finále a v roce 2014 k prvnímu titulu po 14 letech. Následně u žen skončil a v klubu se dál věnoval juniorkám.
K ženskému A týmu se vrátil na sezónu 2018/2019, na Poháru mistrů s ním získal stříbro, obhájil ligový titul z předchozího roku a byl poprvé zvolen nejlepším trenérem žen. Na dalším Poháru mistrů získaly bronz. Svůj třetí titul získal s ženami v sezóně 2020/2021. Od listopadu 2019 neprohrály Vítkovice pod jeho vedením 70 zápasů v řadě, až do vyřazení v semifinále play-off v roce 2022. Nedostaly se tak poprvé po sedmi letech do finále. Martiník následně přešel k mužskému týmu jako asistent nejprve Pavla Bruse. V další sezóně se stal hlavním trenérem Daniel Folta a společně dovedli mužský tým k vicemistrovskému titulu.
V roce 2024 se stal trenérem juniorek a asistentem ženského týmu Bulldogs Brno.

## Reprezentační kariéra
Martiník reprezentoval Česko na druhém Mistrovství Evropy v roce 1995 a prvním Mistrovství světa v roce 1996.
Od roku 2016 je trenérem ženské juniorské reprezentace. Na mistrovstvích 2018 a 2020 získaly juniorky pod jeho vedením dvě bronzové medaile. Na druhém z nich poprvé v historii porazili švédský tým. Na mistrovství 2022 pak získaly první české ženské stříbro. V roce 2024 vybojovaly znovu bronz, čtvrtou medaili v řadě.
| Umístění         | Soutěž                                           | Role   |
| ---------------- | ------------------------------------------------ | ------ |
| 5.               | Mistrovství Evropy ve florbale 1995              | hráč   |
| 4.               | Mistrovství světa ve florbale 1996               | hráč   |
| Bronzová medaile | Mistrovství světa ve florbale žen do 19 let 2018 | trenér |
| Bronzová medaile | Mistrovství světa ve florbale žen do 19 let 2020 | trenér |
| Stříbrná medaile | Mistrovství světa ve florbale žen do 19 let 2022 | trenér |
| Bronzová medaile | Mistrovství světa ve florbale žen do 19 let 2024 | trenér |

## Ocenění
V letech 2019, 2020 a 2021 byl třikrát po sobě zvolen nejlepším ženským florbalovým trenérem.

## Rodina
Jeho manželka Ivana je bývalá hráčka Vítkovic. Jeho bratr Daniel je také bývalý hráč Vítkovic a reprezentant. Jeho dcera Lucie je bývalá kapitánka Vítkovických juniorek a juniorská vicemistryně Česka.